# Migene González-Wippler
Migene González-Wippler (4 de agosto de 1936) es una autora puertorriqueña de temas como la Wicca y una líder experta en la religión afro-caribeña de la santería.
González-Wippler nació en Puerto Rico y tiene grados de psicología y antropología de la Universidad de Puerto Rico y de la Universidad de Columbia.  En adición a esta sólida formación en las ciencias sociales, ha trabajado como redactora científica para la Interscience Division of John Wiley, el Instituto Americano de Física y el Museo de Historia Natural Americano de Nueva York.  También ha trabajado como redactora de inglés para la Organización de Naciones Unidas en Viena.  Ella es una antropóloga cultural y da conferencias en universidades y otras instituciones educativas.
Como una de las principales expertas de santería, ha servido como asesora para películas como "The Believers" protagonizada por Martin Sheen.  También ha contribuido grandemente para colección del Instituto de Cultura Puertorriqueña, especialmente cuando se trata de santería y sus prácticas, creencias y organización.

## Controversia
Es duramente criticada por la comunidad wiccana mundial debido a que sus libros sobre el tema son incoherentes, erróneos (ideológica e históricamente) y profundamente absurdos para con la Wicca. De hecho, hay muchos wiccanos que no ven a su religión identificada en los libros de Migene y han llegado a decir que en ellos "se habla de todo menos de Wicca".